# Burlata
Burlata (en euskera, cooficialment en castellà Burlada) és un municipi de Navarra, a la comarca de Cuenca de Pamplona, dins la merindad de Sangüesa. Forma part de l'àrea metropolitana de Pamplona. Limita amb Pamplona i Atarrabia al nord, Uharte a l'est i Eguesibar al sud.

## Demografia
| Evolució demogràfica                               | Evolució demogràfica | Evolució demogràfica | Evolució demogràfica | Evolució demogràfica | Evolució demogràfica | Evolució demogràfica | Evolució demogràfica | Evolució demogràfica | Evolució demogràfica | Evolució demogràfica |
| 1996                                               | 1998                 | 1999                 | 2000                 | 2001                 | 2002                 | 2003                 | 2004                 | 2005                 | 2006                 | 2007                 |
| -------------------------------------------------- | -------------------- | -------------------- | -------------------- | -------------------- | -------------------- | -------------------- | -------------------- | -------------------- | -------------------- | -------------------- |
| 15 366                                             | 15 860               | 16 647               | 16 887               | 17 288               | 17 647               | 17 964               | 18 040               | 18 316               | 18 388               | 18 337               |
| Fonts: Burlata i Institut d'Estadística de Navarra |                      |                      |                      |                      |                      |                      |                      |                      |                      |                      |

## Personatges cèlebres
- Fernando Chivite, escriptor.
- Koldo Gil (1978): Ciclista.
- Ruben Beloki (1974): Pilotari. Campió 4 cops del manomanista individual.
- Mateo Garralda (1969): Jugador d'handbol.
- Joaquín Asiáin (1968): Tenor.
- Jesús Artola (1886-1970): Polític republicà. Governador civil de Guipúscoa quan esclatà la guerra civil espanyola.
- Hilarión Eslava (1807-1878): Compositor i musicòleg.
- Elionor de La Marche (1407-1464): Elionor de Borbón-La Marche. Princesa navarresa nascuda a Burlada; filla de Beatriz i neta de Carles III el Noble.